# Sphinx du troène
Pour les articles homonymes, voir Sphinx.
Sphinx ligustri
Espèce
Le sphinx du troène, Sphinx ligustri, est une espèce de lépidoptères appartenant à la famille des Sphingidae, à la sous-famille des Sphinginae, à la tribu des Sphingini et au genre Sphinx.

## Description
Ce papillon nocturne remarquable par la taille de l'imago — c'est l'un des plus grands sphingidés européens — et par la taille, la forme et les couleurs de sa chenille.
- Envergure du mâle : environ 12 cm (imago).

Imago = dernier stade

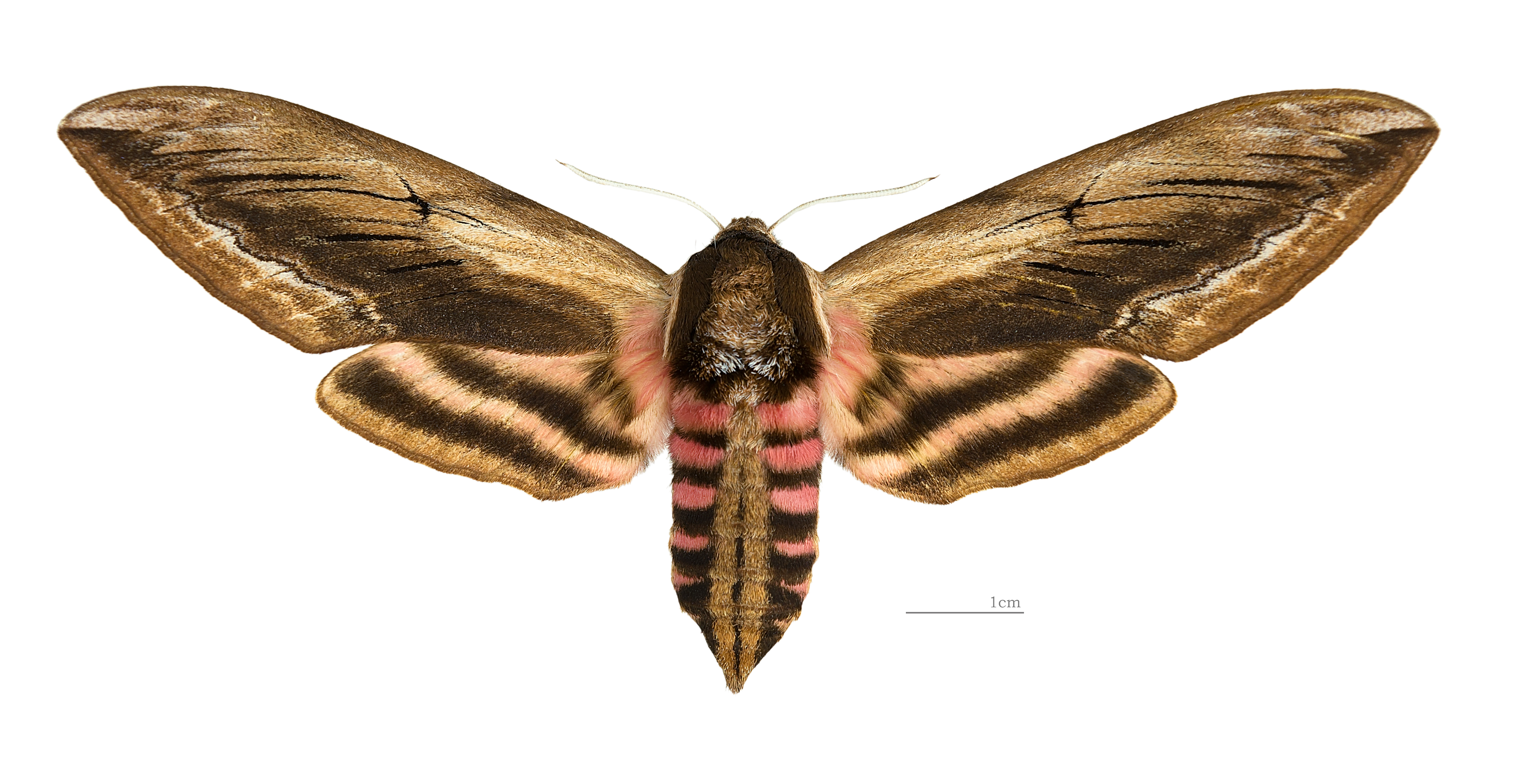
♀ Face dorsale MHNT
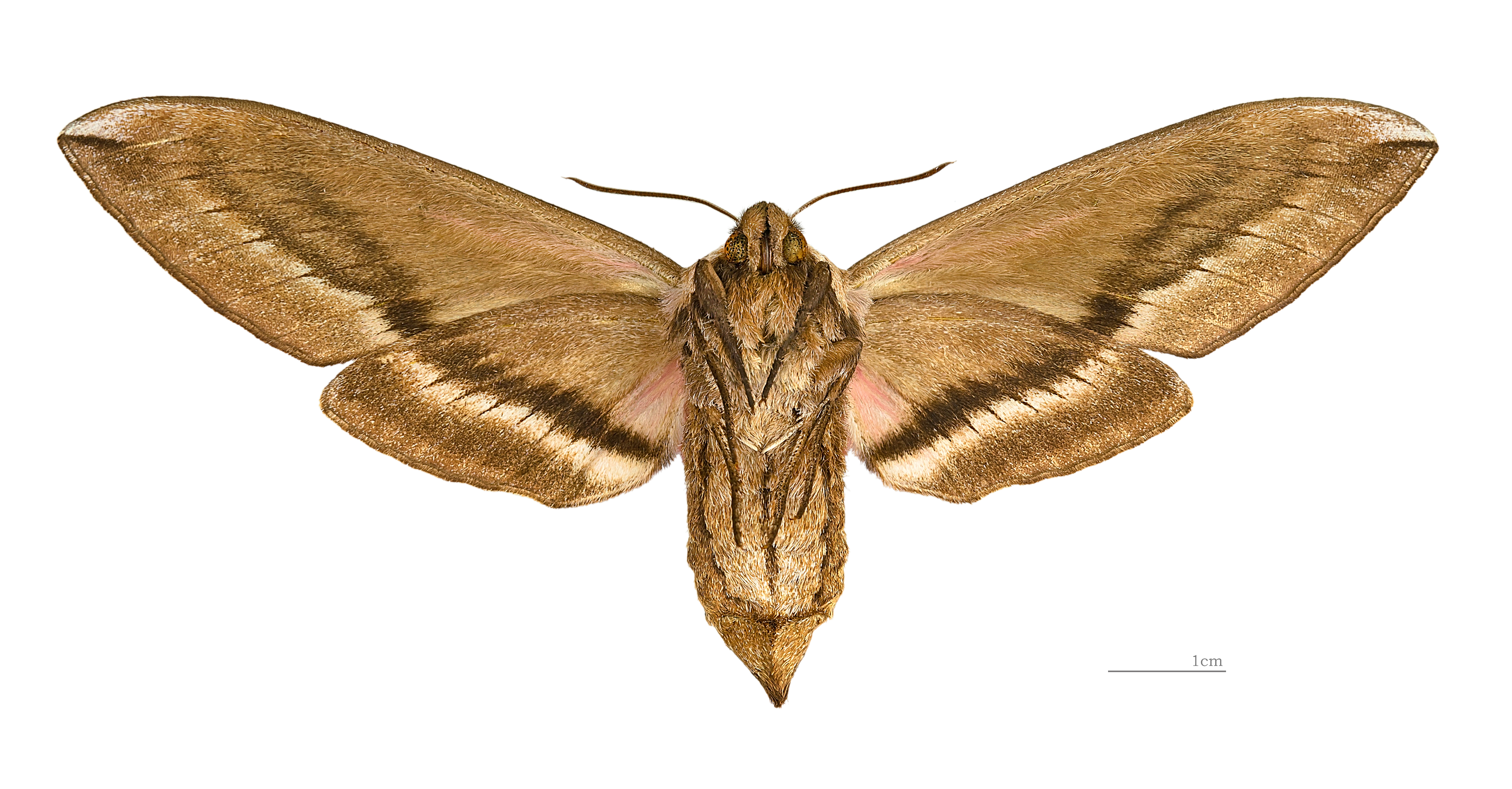
♀ △ MHNT
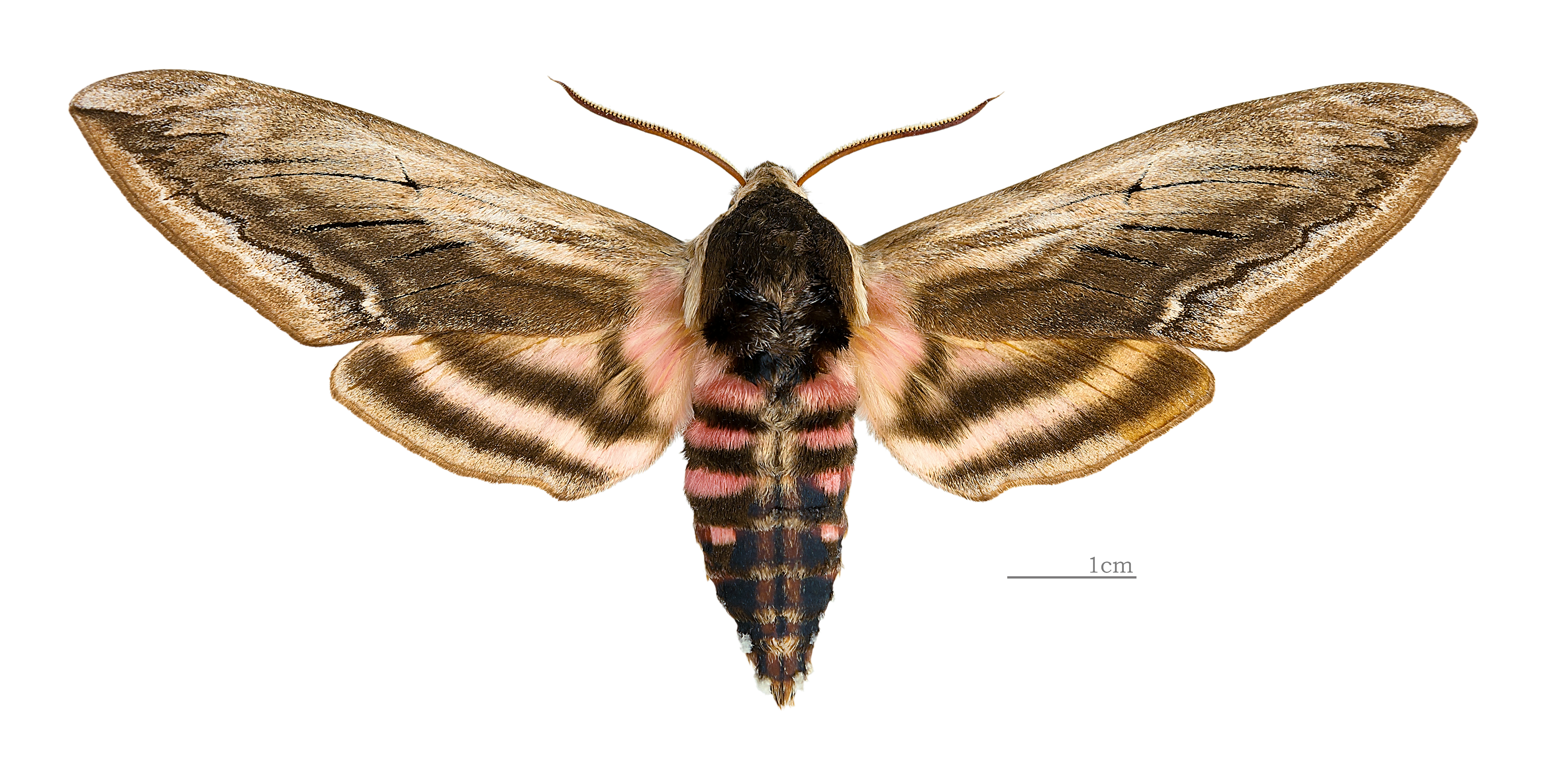
♂ Face dorsale MHNT
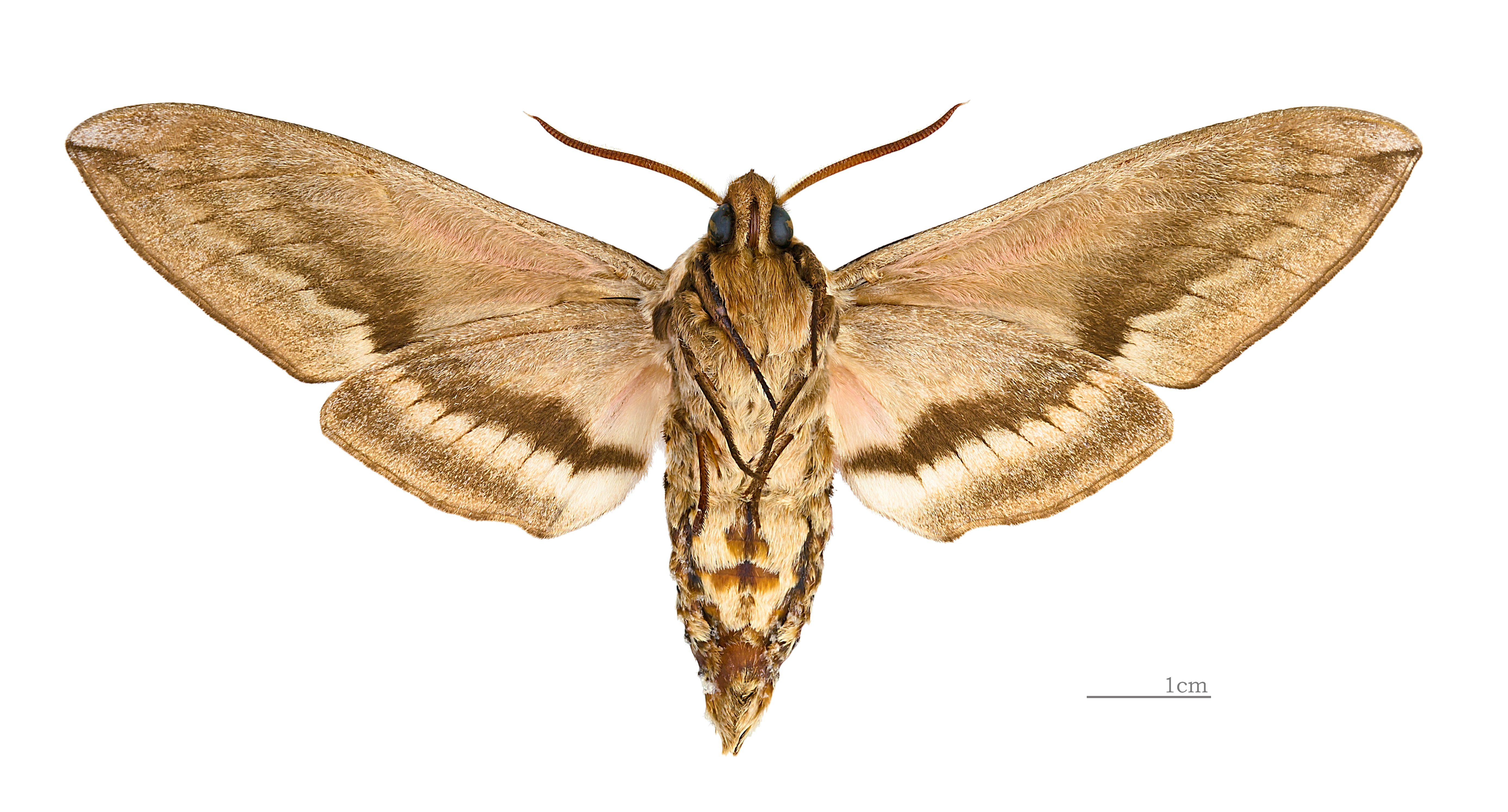
♂ △ MHNT

La chenille et la maturation de la nymphe
La chenille mue et grandit par paliers.

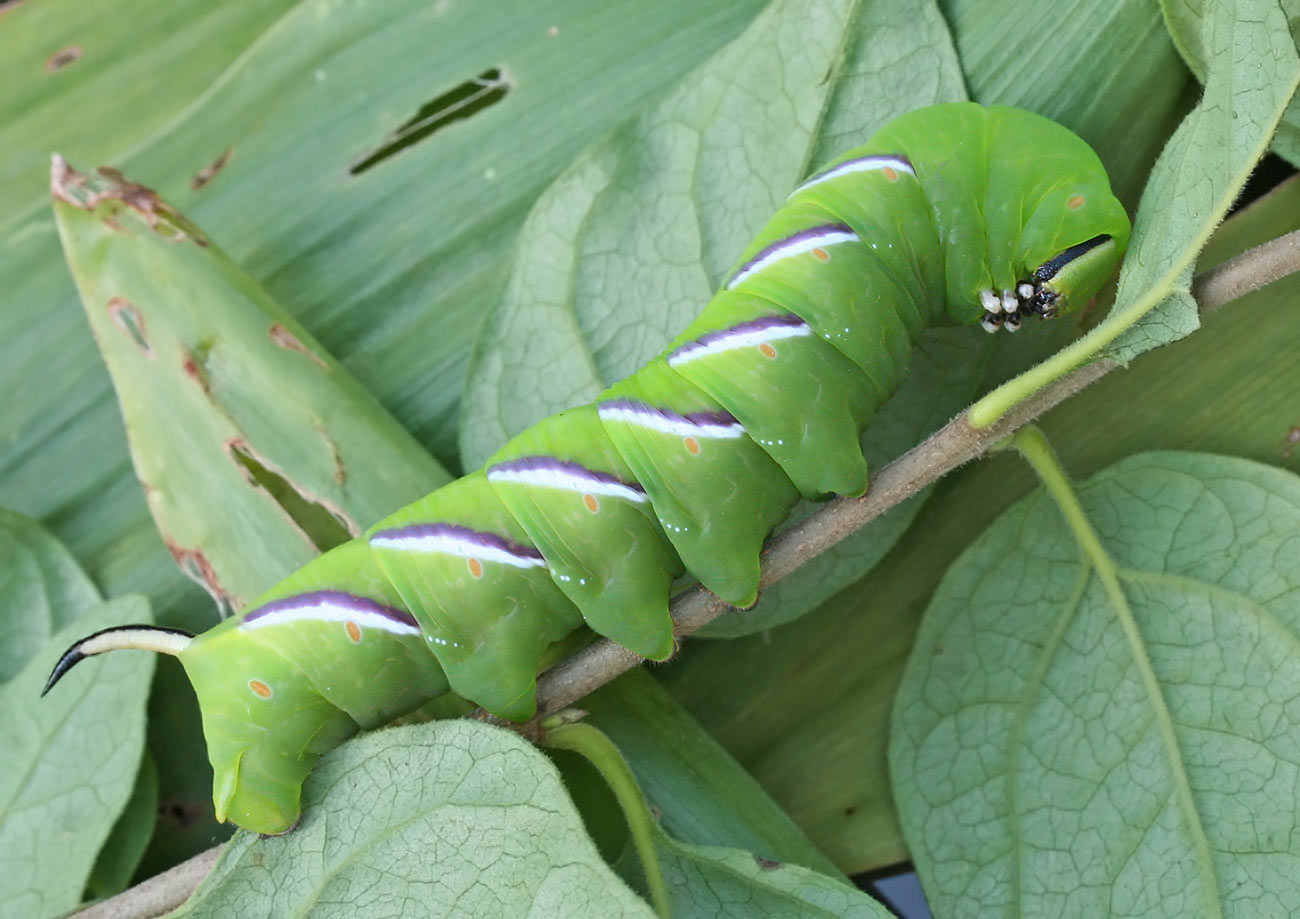

La nymphe devient de plus en plus foncée.

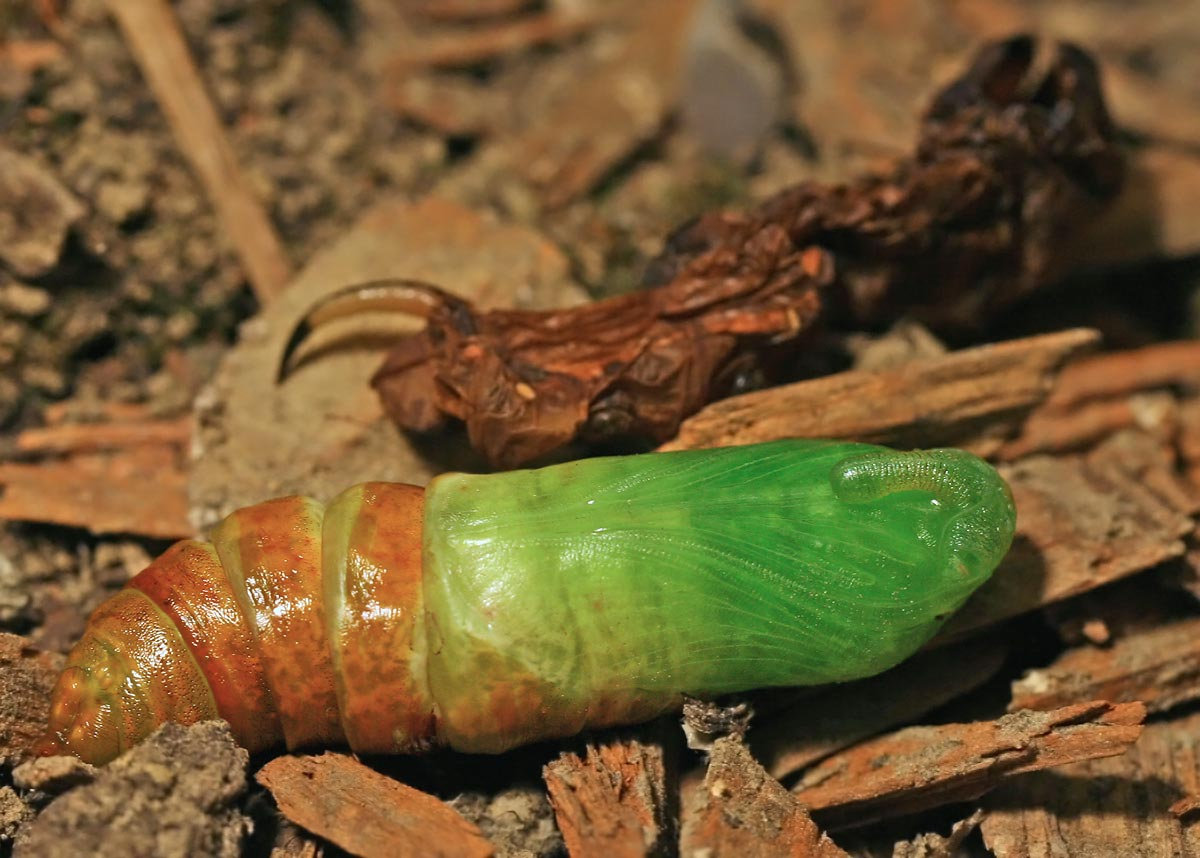
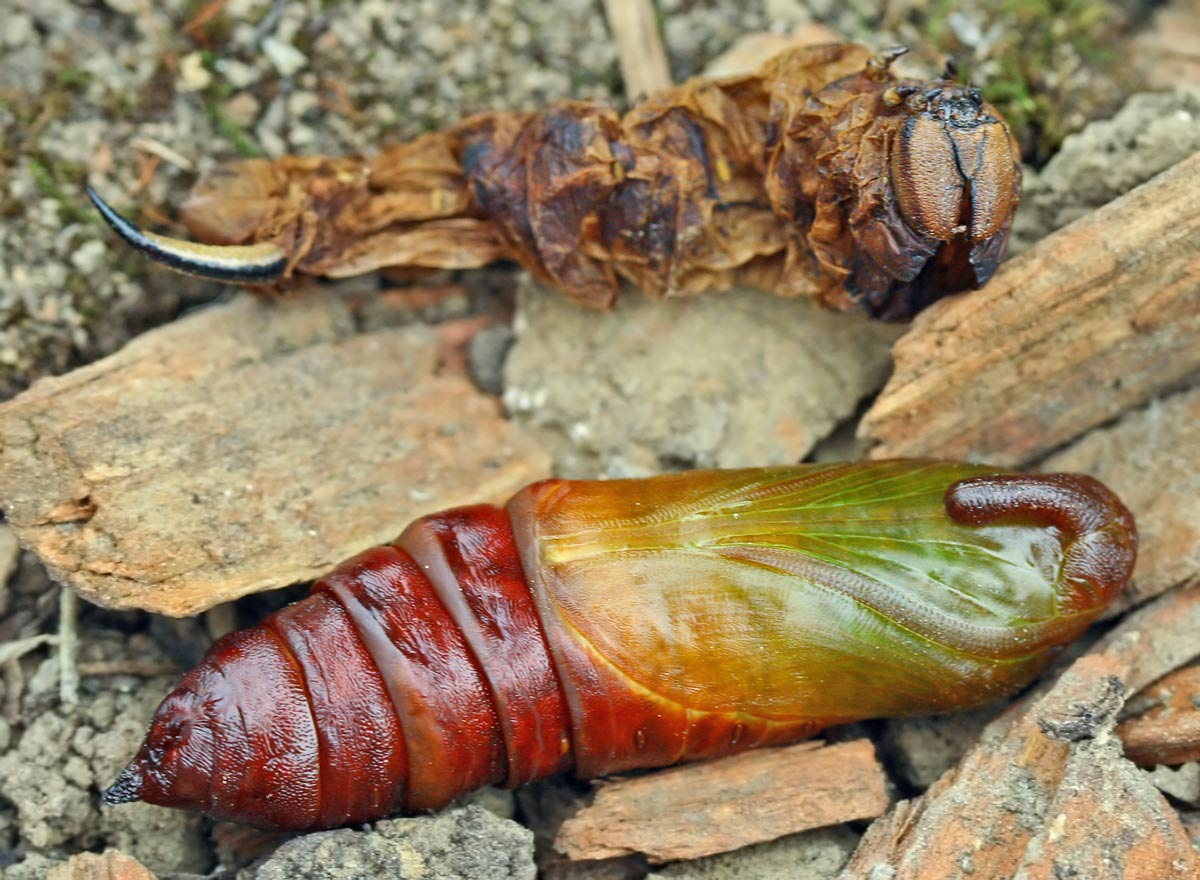
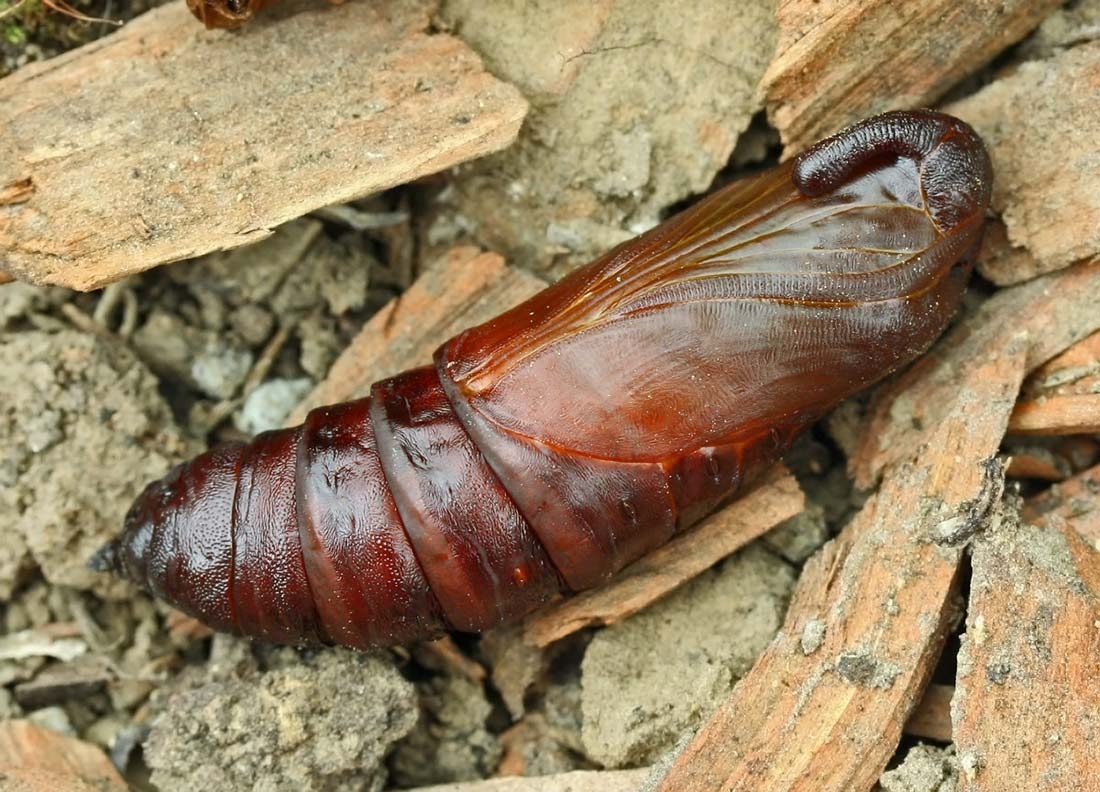
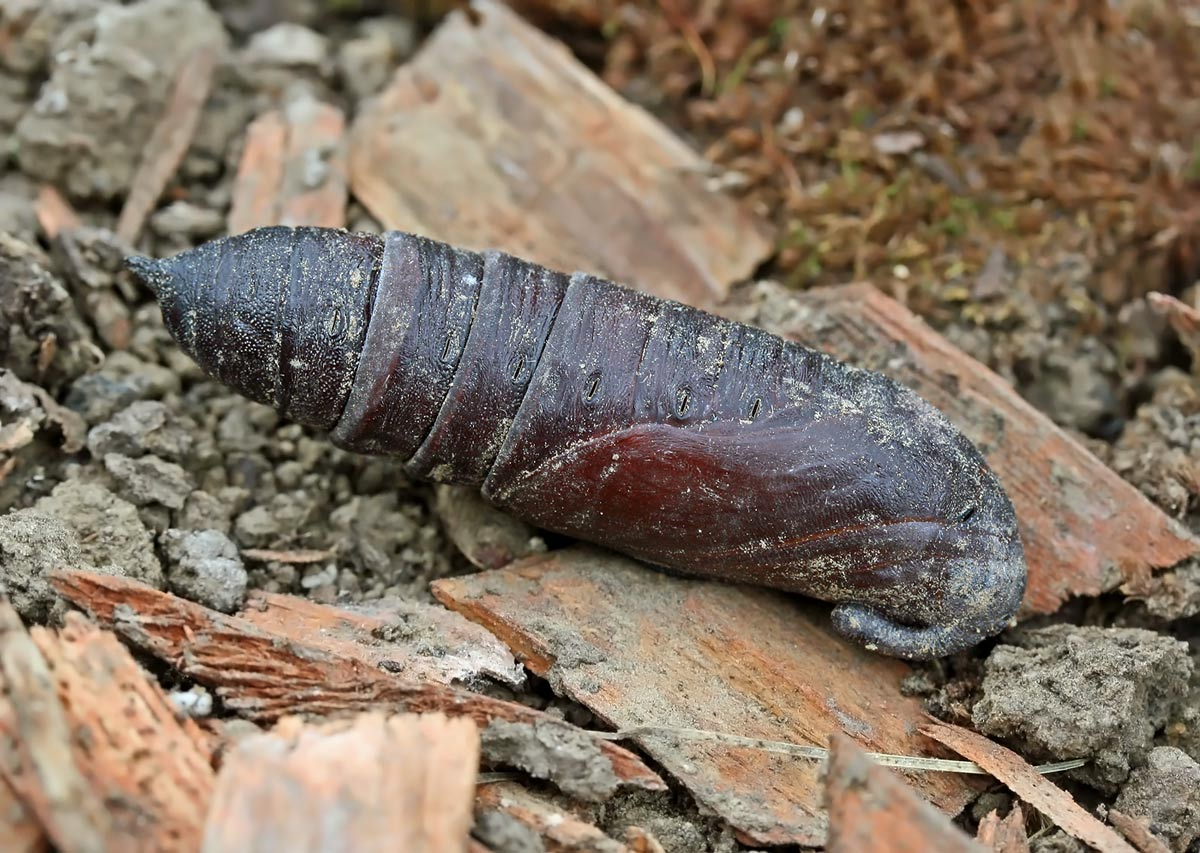

## Galerie

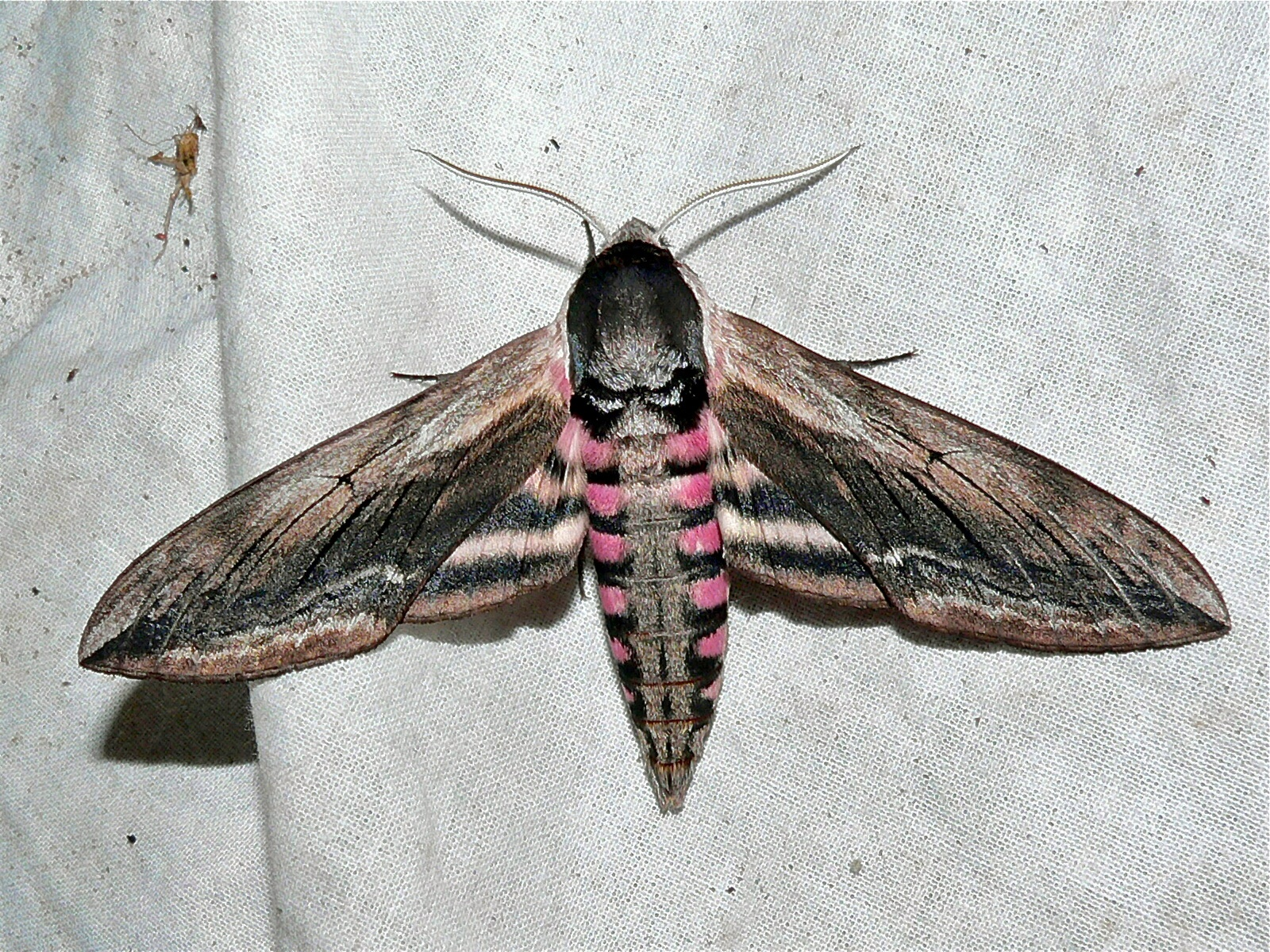
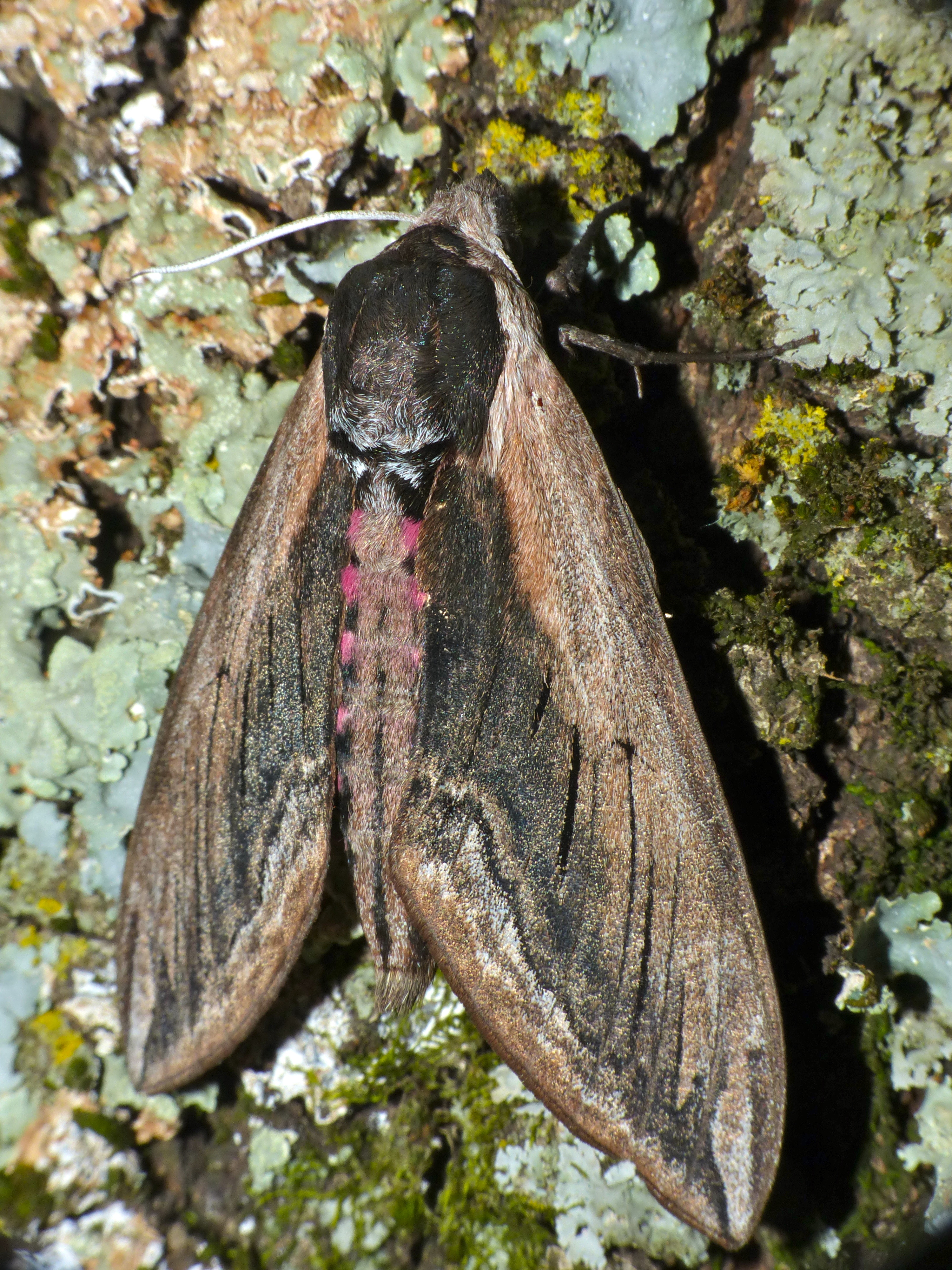
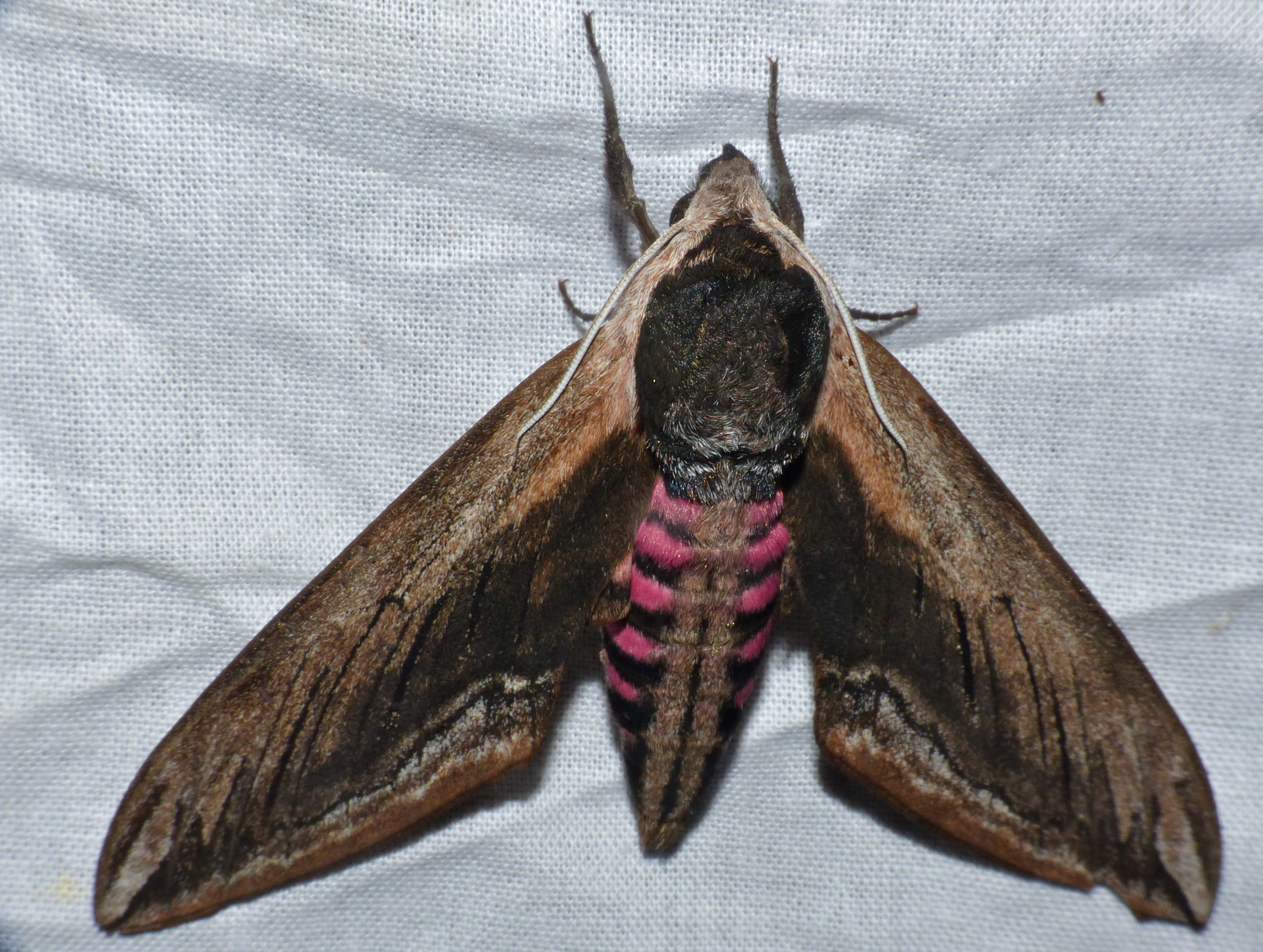
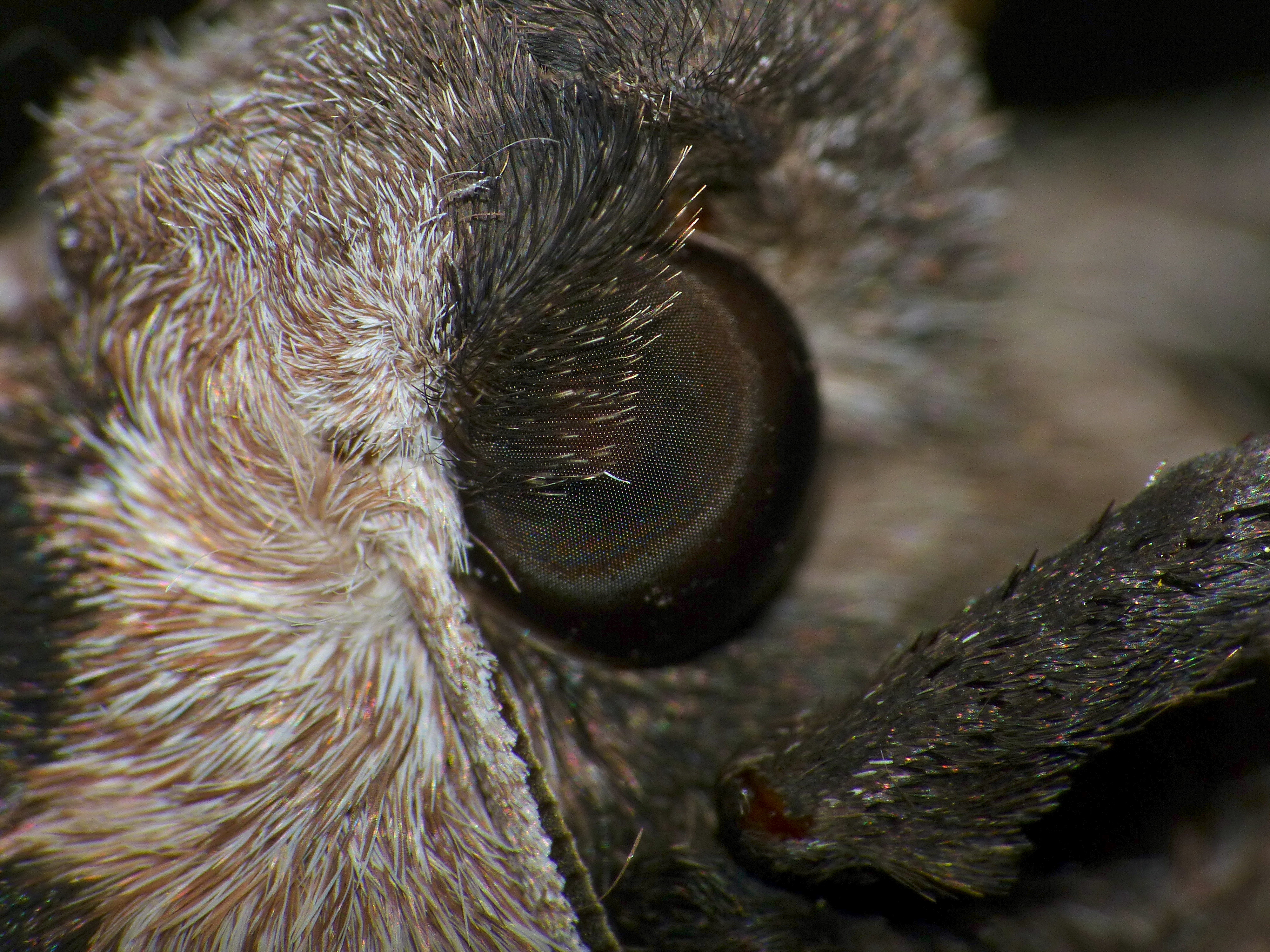
Détail de l’œil

## Répartition
Région paléarctique.
Cette espèce a été introduite hors de son aire d'origine, en Australie, au Canada, en Nouvelle-Zélande et aux États-Unis où elle est devenue invasive. Elle s'est naturalisée dans les hauteurs du Mexique et localement en Argentine.

## Biologie
- Période de vol : de mai à août, en une à deux générations.
- Habitat : parcs, jardins, prairies.
- Plantes hôtes : troènes, Syringa (lilas commun, etc.), frênes, viornes, lauriers-roses, sureaux, spirées, Paulownia, Catalpa, jasmins et ajoncs.

## Systématique
L'espèce Sphinx ligustri a été décrite par le naturaliste suédois Carl von Linné en 1758.

### Synonymie
- Sphinx spiraeae Esper, 1800 [7]
- Sphinx ligustri amurensis Oberthür, 1886
- Sphinx ligustri albescens Tutt, 1904
- Sphinx ligustri brunnea Tutt, 1904
- Sphinx ligustri incerta Tutt, 1904
- Sphinx ligustri intermedia Tutt, 1904
- Sphinx ligustri lutescens Tutt, 1904
- Sphinx ligustri obscura Tutt, 1904
- Sphinx ligustri pallida Tutt, 1904
- Sphinx ligustri subpallida Tutt, 1904
- Sphinx ligustri typica Tutt, 1904
- Sphinx ligustri rosacea Rebel, 1910
- Sphinx ligustri unifasciata Gschwandner, 1912
- Sphinx ligustri nisseni Rothschild & Jordan, 1916[8]
- Sphinx ligustri grisea (Closs, 1917)
- Sphinx ligustri fraxini Dannehl, 1925
- Sphinx ligustri perversa Gehlen, 1928
- Sphinx chishimensis Matsumura, 1929
- Sphinx ligustri seydeli Debauche, 1934
- Sphinx ligustri brunnescens (Lempke, 1959)
- Sphinx ligustri postrufescens (Lempke, 1959)
- Sphinx ligustri cingulata (Lempke, 1964)
- Sphinx ligustri weryi Rungs, 1977
- Sphinx ligustri eichleri Eitschberger, Danner & Surholt, 1992[9]
- Sphinx ligustri zolotuhini Eitschberger & Lukhtanov, 1996